# Stock car

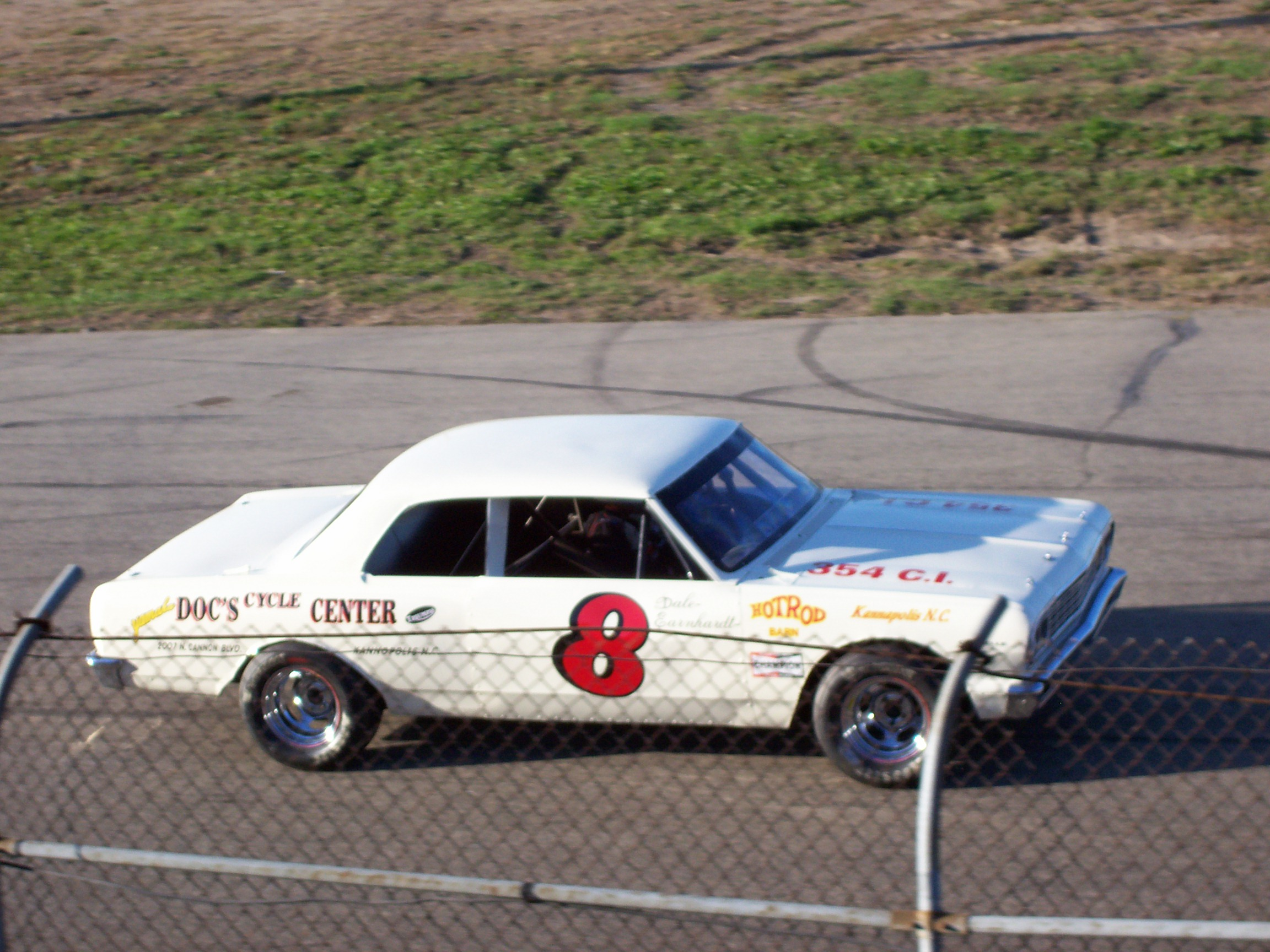

El terme anglès stock car pot traduir-se com a«automòbil de producció», «de línia», «de sèrie» o «estàndard». Originalment es referia a un automòbil no modificat respecte a la configuració de fàbrica, a diferència dels preparats per a carreres. Actualment es refereix als automòbils utilitzats a la NASCAR (National Association for Stock Car Auto Racing).
El perquè d'utilitzar aquest terme -quan actualment disten molt d'una configuració de fàbrica- ve de la tradició de la NASCAR, l'organització més important de competicions de stock cars. Quan la NASCAR va ser fundada per Williams France Sr. per regular les competicions d'automòbils de sèrie, es requeria que qualsevol automòbil que desitgés competir-hi havia d'estar construït completament amb peces disponibles al públic en concessionaris i tallers. De fet, en els inicis de la NASCAR les actuacions eren tan de sèrie que era fàcil veure als competidors arribar als autòdroms en els mateixos vehicles amb què competien.
Actualment, els automòbils de sèrie de les divisions majors de la NASCAR són prototips de carreres; és a dir, els seus xassís, motors i equipament de seguretat són completament diferents dels de qualsevol automòbil del carrer.